# دامير ماركوتا
دامير ماركوتا (بالكرواتية: Damir Markota)‏ مواليد 26 ديسمبر 1985، هو لاعب كرة سلة كرواتي يلعب في الدوري التركي لكرة السلة ويحمل الرقم 41. يبلغ طوله 6 قدم 10.25 بوصة (2.1 م).

## فرق لعب لها
- ميلووكي باكز
- بلباو باسكت

## روابط خارجية
- دامير ماركوتا على موقع الاتحاد الدولي لكرة السلة (الإنجليزية)
- دامير ماركوتا على موقع الدوري الأوروبي لكرة السلة (الإنجليزية)
- دامير ماركوتا على موقع إن بي أي (الإنجليزية)
- دامير ماركوتا على موقع سبورتس رفرنس (الإنجليزية)
- دامير ماركوتا على موقع الدوري الإسباني لكرة السلة (الإسبانية)
- دامير ماركوتا على موقع كرة السلة الأوروبية.كوم (الإنجليزية)
- دامير ماركوتا على موقع ريلجم (الإنجليزية)
- دامير ماركوتا على موقع بروبوليرز (الإنجليزية)
- دامير ماركوتا على موقع سبورتس رفرنس (الإنجليزية)
- دامير ماركوتا على موقع سبورتس رفرنس (الإنجليزية)